# Sornéville
Sornéville é uma comuna francesa na região administrativa de Grande Leste, no departamento de Meurthe-et-Moselle. Estende-se por uma área de 9,22 km². Em 2010 a comuna tinha 325 habitantes (densidade: 35,2 hab./km²).